# Állkapocsbevágás

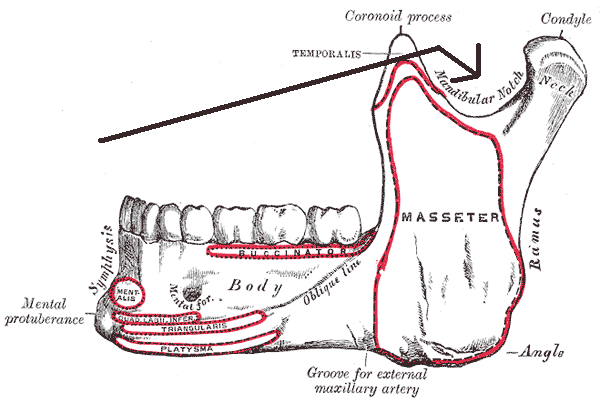
Az alsó állkapocs oldalról

Az állkapocsbevágás (latinul incisura mandibulae) egy mély „lyuk” az állkapcson, amely a ramus mandibulae felső részén található és két nyúlvány fogja közre: a processus condylaris és a processus coronoideus.